# Сулейманов, Раис Равкатович
Раи́с Равка́тович Сулейма́нов (род. 25 июня 1984, Казань) — российский религиовед и исламовед, эксперт по ваххабизму, специалист по исламскому радикализму, исламистскому терроризму, исследователь этнорелигиозных конфликтов в Поволжье. Автор публикаций, посвящённых радикальным течениям ислама в России, преимущественно в Приволжском федеральном округе, по зарубежному религиозному влиянию на мусульман России и проблемам национал-сепаратизма в Татарстане и Башкортостане

## Биография
Родился 25 июня 1984 года в Казани.
В 2001 году с медалью окончил школу № 127 Казани.
В 2006 году окончил с красным дипломом исторический факультет Казанского государственного университета имени В. И. Ульянова-Ленина по кафедре новой и новейшей истории. С 2006 по 2009 год — аспирант исторического факультета Казанского государственного университета..
В 2006—2007 годах — учитель истории в лицее № 159 г. Казани.
В 2007—2009 годах — преподаватель кафедры философии и истории Казанской государственной академии ветеринарной медицины имени Н. Э. Баумана.
В 2007—2010 годах — заместитель руководителя Центра евразийских и международных исследований Казанского (Приволжского) федерального университета.
В 2008—2011 годах — главный редактор газеты «Бауманец» Казанской государственной академии ветеринарной медицины Н. Э. Баумана
В 2009—2010 годах — ассистент кафедры философии и права Казанского государственного аграрного университета.
С 2010 года — член Общества востоковедов России.
С 2011 — по сентябрь 2013 года — руководитель, а до 28 февраля 2014 года — старший научный сотрудник Приволжского (Казанского) центра региональных и этнорелигиозных исследований Российского института стратегических исследований.
В 2012 году был избран членом Экспертного совета Комитета по делам национальностей Государственной думы России.
С 1 марта 2014 года — эксперт Института национальной стратегии.
С 2016 года — член Русского религиоведческого общества.
С 2019 года — руководитель Казанского (Приволжского) филиала межрегиональной общественной организации социально-гуманитарных научных исследований «Историческое сознание».
Член редакционных коллегий журналов «Евразийские исследования» и «Евразийские горизонты».
Тесно сотрудничал с российским религиозным и общественным деятелем, мусульманским богословом, имамом В. М. Якуповым, убитым 19 июля 2012 года в Казани религиозными экстремистами-ваххабитами. Активно работает над увековечением его памяти, выступает за сохранение и развитие научно-богословского наследия В. М. Якупова. В 2014 году Сулейманов в качестве учредителя и главного редактора продолжил издание в Казани научного журнала «Мусульманский мир», выпускавшегося Центром исламской культуры «Иман» с 1998 года (вдохновитель и первый главный редактор — В. М. Якупов.
По национальности — татарин, по вероисповеданию является мусульманином.

## Экспертная и научная деятельность
Раис Сулейманов известен как эксперт по ваххабизму, исламскому терроризму в Поволжье, автор работ по зарубежному религиозному влиянию на мусульман России, проблемам национал-сепаратизма в Татарстане и Башкортостане.
Основные его научные публикации посвящены нетрадиционным для коренных мусульманских народов России течениям зарубежного ислама радикального («фундаменталистского») толка. Является организатором научных конференций по современным проблемам этнорелигиозной ситуации в Поволжье: влиянию Саудовской Аравии, Ирана и Турции на постсоветское пространство, проблемам мигрантов, татарского неоязычества (неотенгрианства), положению православных народов в регионе (русских и кряшен), деятельности «Хизб ут-Тахрир аль-Ислами», «Нурджулар», «ат-Такфир ва-ль-Хиджра», «Джамаат Таблиг» и других исламистских организаций в России.
В 2012 году принял участие в заседании Экспертного совета Комитета по делам национальностей Государственной думы России, которое прошло на тему «Совершенствование законодательства в сфере языковой политики и удовлетворения этнокультурных образовательных потребностей народов России», где выступил с докладом докладом «Этнолингвистический конфликт в современном Татарстане».
В 2013 году участвовал в международной встрече экспертов в рамках общероссийской программы по противодействию идеологии терроризма по теме «Международное сотрудничество и его роль в борьбе с терроризмом» «Международное сотрудничество и его роль в борьбе с терроризмом», организованная Российским государственным университетом нефти и газа имени И. М. Губкина, где раскрыл историю распространения ваххабизма в Поволжье и тех последствиях, которые эта идеология несёт для национальной безопасности России, а также предложил меры под по предотвращению появления экстремистских организаций в РФ.
Привлекается в качестве эксперта по этноконфессиональным вопросам к участию в передачах, транслируемых на федеральных и республиканских телеканалах. В частности, 25 ноября 2012 года Раис Сулейманов являлся участником программы «Татары в Государстве Российском» (цикл передач «Что делать?») на российском государственном телеканале «Культура». Также выступает в качестве эксперта у информационного агентства Интерфакс.
Постоянный автор интернет-издания «Агентство политических новостей», информационного агентства Regnum, информационно-аналитической службы «Русская народная линия», «Независимой газеты», EADaily и других средств массовой информации.

## Конфликты с правоохранительными органами Республики Татарстан
В сентябре 2013 года Р. Сулейманову неназванным старшим помощником прокурора по надзору за процессуальной деятельностью органов безопасности прокуратуры Республики Татарстан по указанию прокурора Татарстана К. Ф. Амирова было объявлено официальное предостережение «о недопустимости экстремистской деятельности» после «анализа и проверки достоверности информации, приведенной в размещенных в СМИ публикациях». Сам Сулейманов в своём комментарии для информационного агентства REGNUM высказал мнение, что прокуратура Татарстана сделала это по указанию региональных властей Татарстана, недовольных критикой с его стороны работы некомпетентных чиновников Аппарата президента Республики Татарстан, из-за которых регион стал восприниматься как одна из «горячих точек» на карте России: «Кто-то из высокопоставленных чиновников, ответственных за внутреннюю политику в Татарстане, решил силами прокуратуры бороться не с проблемой этнорелигиозного экстремизма в республике, а с теми, кто пишет об этих проблемах». Доктор исторических наук, профессор Казанского филиала Российской академии правосудия А. Ю. Хабутдинов отмечал, что «К. Амиров и известный своими обвинениями в ваххабизме в адрес руководства РТ, тогда руководитель Приволжского отделения РИСИ Раис Сулейманов находились в состоянии открытого конфликта». Последующая отставка прокурора Татарстана К. Ф. Амирова связывалась с этим решением.
На некомпетентность чиновников Татарстана, по заказу которых республиканская прокуратура вынесла предостережение, указал и руководитель РИСИ, кандидат исторических наук, генерал-лейтенант Службы внешней разведки России в отставке Л. П. Решетников: «Здесь или какая-то грубая ошибка или просто головотяпство… Скорее всего, речь идёт о профессиональной несостоятельности нескольких татарстанских чиновников, которыми могли воспользоваться враждебные России экстремистские элементы». Кроме того Решетников отметил, что после объявления предостережения Раису Сулейманову «решение татарстанской прокуратуры радостно приветствуют лишь радикальные квази-исламские организации и группы». Востоковед, кандидат социологических наук, президент Информационно-аналитического центра «Религия и общество» А. А. Гришин отметил, что «Многие эксперты, с которыми мне удалось обсудить этот вопрос, говорят о том, что им представляется очевидным, что прокуратура Татарстана в лице некоторых безответственных работников выполнила заказ местных экстремистских сил и аффилированных с ними чиновников», также высказал мнение, что «Дело в том, что Р.Сулейманов постоянно обращает внимание общественности на опасное для государства и общества развитие ситуации в исламском сообществе России и Татарстана, попустительство государственных органов в борьбе с экстремизмом, сращивание в отдельных регионах экстремистов с местными органами власти. Его разоблачительные статьи не дают возможности различного рода экстремистам, паразитирующим на исламской религии, активно развиваться, заставляют их увеличивать свои траты на подкупы чиновников, затрудняют идеологическую работу по привлечению молодежи в свои организации. Такое поведение Р. Сулейманова крайне опасно и для коррумпированных чиновников, чиновников-националистов, а также карьеристов, постоянно докладывающих наверх о том, что у них все нормально в национально-религиозной сфере» и что «Предупреждение Р.Сулейманову — это новое изобретение в борьбе с честными патриотами России. Если сегодня пройти мимо этого беззакония, то завтра прокуратура забросает предупреждениями всех, кто выступает с объективной оценкой положения дел и активно критикует нерадивых или коррумпированных чиновников». В свою очередь Хабутдинов обратил внимание на следующее:

Новый прокурор РТ И. Нафиков уже 4 октября 2013 г. встретился с Р. Сулеймановым. Прокурор РТ "отметил, что прокуратура и Сулейманов в своей деятельности преследуют одну цель — выявление и пресечение нарушений закона в сфере борьбы с проявлениями экстремизма, лишь взгляды на факты, их интерпретация могут быть различными. И. Нафиков указал: «В подавляющем большинстве с вашими выводами о ситуации в республике я не согласен… Но расхождения во взглядах не должны мешать нам сотрудничать. Надо налаживать взаимодействие»
.
30 декабря 2015 года Приволжский районный суд Казани по обвинению в публичной демонстрации атрибутики экстремистских организаций (ст. 20.3 КоАП РФ) приговорил Сулейманова к семи суткам ареста. Основанием для предъявления обвинения послужило размещение Сулеймановым на своей личной странице в социальной сети «В контакте» ссылок на две статьи (во французском и в российском изданиях, где он дал экспертный комментарий) вместе с которыми, в силу технических особенностей социальной сети, были выведены первые абзацы статей и заглавные фото с изображениями атрибутики запрещённых в России террористических организаций ИГИЛ и «Хизб ут-Тахрир аль-Ислами». Сам Сулейманов связывал произошедшее со своими публикациями о влиянии Турции посредством «мягкой силы» на руководство Татарстана и существовании в республике сильного протурецкого лобби. Кроме того он обратил внимание на то, что в повестке о его вызове в отдел полиции «Горки» для дачи показаний была указана некая экспертиза 2013 года и признавшая символику указанных организаций экстремистской, а во время беседы с сотрудником Центра по противодействию экстремизму МВД Республики Татарстан экспертное заключение, составленное 24 декабря 2015 года сотрудником Академии наук Татарстана и Казанского межрегионального центра экспертиз И. А. Мухаметзариповым , однако данная экспертиза не имела никакого отношения к возбужденному уголовному делу в отношении Сулейманова. А. А. Гришин отметил, что имеет место «сращивание экстремистов и отдельных недобросовестных чиновников на коррупционной и иной базе» из числа лиц причастных к находящимся в органах власти татарским сапаратистам, которые пытаются «запугать человека, который говорит правду». Кроме того Гришин подчеркнул, что «когда такое происходит, основным объектом их воздействия становятся такие специалисты» Сулейманов, «которые разоблачают действия экстремистов, а сами оказываются обвиненными в экстремизме» и высказал мнение, что оказывая давление на Сулейманова такие люди «ослабляют сопротивление российского государства, и мусульманского сообщества и исламоведов в частности, росту экстремизма». В свою очередь председатель Общества русской культуры Татарстана М. Ю. Щеглов отметил, что «посадили татарина, чьё значение для России ещё оценит история нашей страны» и «посадили наибольшего патриота России из всех татар» и высказал мнение, что этому причастны враги России. 31 декабря 2015 года Верховный Суд Республики Татарстан отменил ранее вынесенное решение Приволжского районного суда, заменив арест на штраф в размере 1,5 тыс. рублей.
В начале января 2016 года министр внутренних дел Республики Татарстана А. В. Хохорин во время онлайн-конференции отказавшись отвечать на просьбу Сулейманова «привести примеры того, как салафиты в Татарстане находят поддержку и покровительство у чиновников, бизнеса, как пытаются проникнуть в органы государственной власти» заявил, что тот «в своих информационных ресурсах уже перешёл грань дозволенного» и указал, что «поэтому скоро в отношении него будет возбуждено уголовное дело по статье „Экстремизм“». В начале февраля 2016 года Сулейманова был в качестве свидетеля приглашён в Следственное управление Следственного комитета РФ по Республике Татарстан, однако уже на встрече со следователем ему было объявили, что в отношении возбуждено уголовное дело по пункту «б» ч. 2 статьи 282 Уголовного кодекса РФ («Возбуждение ненависти или вражды с использованием своего служебного положения»). Сулейманову инкриминировалось, что в своих публикациях он сообщал о «наличии в Республике Татарстан бандподполья радикальных исламистов, активных групп национал-сепаратистов и поддержке их большим числом сторонников из числа мусульман и татар, а также со стороны духовенства и представителей власти республики». Кроме того следователь со ссылкой на заключение экспертов указал на то, что эти материалы могу «спровоцировать возбуждение ненависти и вражды между представителями различных взглядов, воззрений, интересов», а также «рост социальной напряжённости в обществе». 8 июля 2016 года уголовное дело было прекращено за отсутствием состава преступления. В декабре 2016 года Верховный Суд Российской Федерации признал решения Приволжского районного суда Казани и Верховного суда Республики Татарстан по административному делу незаконными.

## Отзывы

### Положительные
Отзывы об экспертно-религиоведческой деятельности Раиса Сулейманова носят (особенно в Татарстане) неоднородный, порой прямо противоположный характер, что продиктовано, в первую очередь, остротой поднимаемых им проблем.
Российский социолог А. Л. Салагаев в 2013 году отмечал:

До Сулейманова проблему радикального ислама в Татарстане никто не поднимал. Более того, наши официальные лица всячески делали вид, что ничего не происходит. Сулейманов первым поднял вопрос о митингах «Хизб ут-Тахрир», о ваххабитской мечети «Аль-Ихлас» и т. д. Только после его выступлений были приняты меры по закрытию этой мечети, по применению санкций к участникам митингов и автопробегов с флагами «Хизб ут-Тахрир». Поэтому нельзя сказать, что Сулейманов все придумал и раскачивает лодку. Он действительно поднимает реальные проблемы и привлекает общественное внимание к тем проблемам, которые у нас не решаются… Другое дело, что он не всегда обладает полной информацией.
Религиовед и исследователь ислама, доктор исторических наук, заместитель Председателя Экспертного совета по проведению государственной религиоведческой экспертизы при Министерстве юстиции Российской Федерации Р. А. Силантьев заявил: «Странно обвинять в непрофессионализме и несоответствии статусу эксперта человека, все прогнозы которого в отношении Татарстана в точности сбылись». Также он заметил, что можно понять обиду прокуратуры Республики Татарстана, которую Сулейманов время от времени ловит на недостаточном профессионализме, но поступать в ответ таким образом «вряд ли корректно».
Доктор политических наук, профессор и заведующий кафедрой социологии, политологии и права КГЭУ Н. М. Мухарямов считает Сулейманова одним «из наиболее активных экспертов», а также отмечает что он «наиболее, пожалуй, энергичный инициатор антиваххабитского дискурса в республиканском публично-коммуникативном пространстве».
Кандидат философских наук, доцент кафедры психологии управления и юридической психологии ЮФУ Н. С. Седых, проводившая фокусированное интервьюирование с Сулеймановым с целью узнать экспертное мнение о причинах привлекающих молодёжь к занятию террористической деятельности и присутствии среди террористов социально благополучных людей, определяет его как «известного исламоведа».
Политолог С. Е. Кургинян размышляя о политической ситуации в России отметил, что Сулейманов «один из лучших специалистов по теме, наблюдающий процессы из Татарстана и Башкирии».
Чешская журналист и гуманитарный работник Петра Прохазкова считает, что «Раис Сулейманов, один из крупнейших специалистов по радикальному исламу в России».

## Научные публикации

### Книги
- Зарубежное влияние на мусульман Республики Марий Эл: исламские течения и группы. — Йошкар-Ола: РДУМ РМЭ, 2021. — 58 с.

### Статьи
- Культурная жизнь в еврейских гетто в годы Второй мировой войны // Вторая мировая война: уроки истории для Германии и России: материалы международной научной конференции (г. Кемерово, 23-25 сентября 2005 г.) / Отв. ред. Ю. В. Галактионов, А. А. Мить; Западносибирский центр германских исследований, Томский межрегиональный институт общественных наук. — Кемерово, М.: Изд. объединение «Российские университеты», 2006. — Т. 4. — С. 318—322. — 431 с. — (Германские исследования в Сибири). — ISBN 5-202-00878-3.
- Раввин Меир Кахане и его взгляды на будущее государства Израиль // Четвёртые Торчиновские чтения. Философия, религия и культура стран Востока: Материалы научной конференции. С.-Петербург, 7-10 февраля 2007 г / Сост. и отв. ред. С. В. Пахомов. — СПб.: Изд-во С.-Петерб. ун-та, 2007. — С. 87—92. — 817 с. — ISBN 978-5-288-04523-3. (копия)
- Татарская диаспора Израиля // Страницы истории татарского народа и Татарстана в новое и новейшее время. — Казань: Институт истории имени Ш. Марджани АН РТ, 2007. — 264 с.
- Российская историография еврейского ишува в период британского мандата Палестины (1920–2000-е гг.) // Материалы Пятнадцатой ежегодной международной междисциплинарной конференции по иудаике. Ч. 1 Государство Израиль: 60 лет истории. Академическая серия Вып. 23 / В. Мочалова (отв. ред.); Центр научных работников и преподавателей иудаики в вузах «Сэфер», Институт славяноведения РАН. — М.: Центр научных работников и преподавателей иудаики в вузах «Сэфер», 2008. — С. 124—137. — 335 с.
- Религиозный лагерь в общественно-политической жизни еврейской общины подмандатной Палестины и независимого Израиля // Религия, толерантность и национальные отношения (К 10-летию принятия Федерального закона О свободе совести и о религиозных объединениях и 15-летию Восточной экономико-юридической гуманитарной академии): материалы Научно-практического семинара (Казань, 18 января 2008 г.) / Казан. инст. Академии ВЭГУ. — Казань: АртПечатьСервис, 2008. — С. 120—128. .
- Булгарское национальное движение в Республике Татарстан: история и современность // Евразийские исследования. — Казань: ЦЕМИ КГУ, 2009. — № 2. — С. 43—72.
- Мусульманский сионизм: татарская диаспора Израиля // Исламоведческие исследования в современной России и СНГ: достижения, проблемы, перспективы: материалы I международного научно-практического симпозиума (19-20 февраля 2009 г.): в 2 томах / Под ред. Б. М. Ягудина. — Казань: Intelpress+, 2009. — Т. I. — С. 173—178. — 353 с. — 250 экз.
- Политическая самоорганизация еврейской общины Палестины в период британского мандата (1922-1948) // Учёные записки Казанского государственного университета. Серия: Гуманитарные науки. — Казань: Казанский государственный университет, 2009. — Т. 151. Кн. 2. Ч. 1. — С. 193—199. — ISSN 1815-6126. Архивировано 5 декабря 2015 года.
- Арабо-еврейское сотрудничество в Палестине в период британского мандата (1920–1948) // Материалы XVI Ежегодной международной междисциплинарной конференции по иудаике. — М.: Центр научных работников и преподавателей иудаики в вузах «Сэфер», 2009. — 406 с. — (Академическая серия. Вып. 27). (копия)
- Ягудин Б. М., Сулейманов Р. Р. Арабо-израильский конфликт и роль России в его урегулировании. Обзор международной конференции // Вестник МГИМО-Университета. — М.: МГИМО-Университет, 2010. — С. 337—340. Архивировано 5 декабря 2015 года.
- Институционализация еврейского ишува в период британского мандата в Палестине (1922-1948) // Геополитика и экономическая динамика Евразии: история, современность, перспективы: материалы II Евразийского научного форума (1-3 июля 2009 г.) в 2 томах / Под ред. Б. М. Ягудина. — Казань: Intelpress+, 2010. — Т. I. — С. 41—48. — 348 с. — 250 экз.
- Иран и Израиль: борьба за региональное лидерство (рецензия на кн.: Месамед В.И. Иран-Израиль: от партнерства к конфликту. – М.: Институт Ближнего Востока, 2009. – 347 с.) // Евразийские исследования. — Казань: ЦЕМИ КГУ, 2010. — № 1 (9). — С. 161—164. — ISSN 2072-5663.
- Арабские благотворительные фонды в Татарстане и их влияние на мусульманскую общину региона в 1990-е годы // Евразийские исследования. — Казань: ЦЕМИ КГУ, 2010. — № 4 (12). — С. 93—98. Архивировано 14 июня 2014 года.
- Старшее и молодое поколения в татарском национальном движении: смена вектора развития в поиске национальной идентичности // Религия и идентичность: сборник научных статей и сообщений. — Казань: Изд-во МОиН РТ, 2010. — С. 238—247. Архивировано 14 июня 2014 года.
- Арабо-израильский конфликт и мусульмане России: между солидарностью с «братьями по вере» и признанием права «народа Книги» на своё государство // Арабо-израильский конфликт и роль России в его урегулировании: материалы международного научно-практического симпозиума (14-15 мая 2010 г.) в 2 томах / Под ред. Б. М. Ягудина. — Казань: «Intelpress+», 2013. — Т. I. — С. 252—263. — 296 с. (копия)
- Конфликтный потенциал салафитского подполья в Татарстане // Первые Саматовские чтения: материалы научно-практической конференции / Сост. В. М. Якупов. — Казань: Иман, 2011. — С. 31—36.
- Организованные преступные группировки (ОПГ) и салафизм: сращивание религиозного фундаментализма и криминала в Татарстане // Вторые Саматовские чтения: материалы научно-практической конференции / сост. Якупов В. М.. — Казань: Иман, 2011. — С. 44—52. (копия)
- Ваххабизм в Татарстане: распространение, конфликтный потенциал, меры противодействия // Евразийские исследования. — 2011. — № 1 (13). — С. 138—145.
- Проникновение радикальных форм зарубежного ислама в Татарстан // Новые проблемы социокультурной эволюции регионов: сборник VII Всероссийской научно-практической конференции по программе «Социокультурная эволюция России и её регионов». 12-15 октября 2011 г / М-во образ. и науки России, Казанский национальный исследовательский технологический университет. — Казань: КНИТУ, 2011. — С. 193—200.
- Нетрадиционные для татарского народа течения ислама радикального толка: последствия распространения в Татарстане и меры противодействия // Ислам в России и за её пределами: история, общество, культура: Сборник материалов межрегиональной конференции, посвященной 100-летию со дня кончины выдающегося религиозного деятеля шейха Батал-хаджи Белхароева. — СПб.: Магас, 2011. — С. 647—655.
- Салафизм и его влияние на мусульманскую молодёжь Республики Татарстан // Эффективная профилактика терроризма и экстремизма: взгляд молодёжи: сборник материалов Всероссийской научно-практической конференции студентов, аспирантов и молодых ученых, 23 ноября 2011 г.: в 2-х т. — Казань: Изд-во «Познание» Института экономики, управления и права, 2011. — Т. 1. — С. 154—160.
- Религиозное влияние Пакистана на мусульман Татарстана в постсоветский период: на примере деятельности «Джамаата Таблиг» // Европа, Россия, Азия: сотрудничество, противоречия, конфликты: материалы Всероссийской научно-практической конференции, 29 ноября 2012 года / ред. И. М. Эрлихсон, Ю. И. Лосева; Рязанский государственный университет имени С. А. Есенина. — Рязань: РГУ имени С. А. Есенина, 2012. — С. 74—79. (копия)
- Исламский терроризм в постсоветском Татарстане: специфика, потенциал угрозы, меры противодействия // Концепция противодействия терроризму в Российской Федерации. Комплексный подход к формированию и функционированию системы противодействия распространению идеологии терроризма: Материалы III Всероссийской научно-практической конференции (18-19 октября 2012 года, Москва). — М.: РГУ нефти и газа имени И. М. Губкина, 2012. — Т. II. — С. 115—126.
- Ваххабизм в Татарстане в постсоветский период в свете влияния внешних факторов // Проблемы национальной стратегии. — Казань: РИСИ, 2013. — № 1 (16). — С. 172—188. — ISSN 2079-3359. (копия)
- Религиозное влияние арабских стран на мусульманскую умму Татарстана в постсоветский период // Евразия на пути к многополярному миру: от противостояния геополитических систем к диалогу культурно-исторических обществ: материалы III Евразийского научного форума (1-3 июля 2010 г.) в 2 томах / Под ред. Б. М. Ягудина. — Казань: «Intelpress+», 2013. — Т. II. — С. 249—255. ()
- Иранское влияние на Татарстан в постсоветский период // Проблемы национальной стратегии. — Казань: РИСИ, 2013. — № 4 (19). — С. 86—99. — ISSN 2079-3359. (копия)
- Отношение к личности Николая Ильминского и кряшенскому вопросу в постсоветском Татарстане // Николай Ильминский и кряшенское национальное движение: материалы научной конференции (27 декабря 2011 г.) / Под ред. А. В. Фокина и Р. Р. Сулейманова. — Казань: Типография ООО «Авента», 2013. — С. 58—60.
- Халяльные свадьбы как новое явление в трезвеннической культуре современного Татарстана: масштаб популярности и перспективы распространения // Четвёртые традиционные чтения: материалы научно-практических чтений, посвящённых казанскому трезвенническому движению (11 сентября 2013 г.) / Эйфория: приложение к информационному бюллетеню «Феникс». — 2013. — № 1 (124). — С. 47—49. Архивировано 14 июня 2014 года.
- Зарубежное религиозное влияние на мусульман Татарстана в постсоветский период // Бюллетень Общества востоковедов России. — Вып. 21: Доклады и тезисы VIII Съезда российских востоковедов (Казань, 25-28 сентября 2012 г.) / Сост. Л. Н. Латыпов, Д. Е. Мартынов. — Казань: Изд-во «ЯЗ», 2013. — С. 183—186. (копия)
- Публичная политическая активность исламских фундаменталистов в городах Поволжья: формы, состав участников, реакция общества и государства // X Конгресс этнографов и антропологов России: Тезисы докладов. Москва, 2-5 июля 2013 г / редкол.: М. Ю. Мартынова и др. — М.: ИЭА РАН, 2013. — С. 288.
- Арабские проповедники в Татарстане в конце ХХ — начале XXI вв.: пути проникновения, деятельность, последствия // Уральское востоковедение. Вып. 5. — Екатеринбург: Изд-во Уральского университета, 2013. — С. 193—200. (копия) (перепечатка Арабские проповедники в Татарстане в конце ХХ — начале XXI вв.: пути проникновения, деятельность, последствия // Россия и мусульманский мир. — М.: ИНИОН РАН, 2014. — № 6 (264). — С. 49—59. — ISSN 1998-1813.)
- Ваххабизм в российских тюрьмах: распространение и последствия // Ислам и государство в России: Сборник материалов Международной научно-практической конференции, посвященной 225-летию Центрального духовного управления мусульман России — Оренбургского магометанского духовного собрания. Уфа, 22 октября 2013 г / Сост. Р. М. Мухаметзянова-Дуггал, А. Т. Ахатов, И. В. Фролова, В. С. Хазиев; под общей ред. А. Б. Юнусовой. — Уфа: ГУП РБ Уфимский полиграфкомбинат, 2013. — С. 258—264. (копия)
- Исламский терроризм в Поволжье на современном этапе: масштаб, потенциал угрозы, меры противодействия // Этнокультурный и межконфессиональный диалог в Урало-Поволжском полиэтничном пространстве: исторический опыт и современность. Сборник материалов II Всероссийской научно-практической конференции. — Оренбург: ООО ИПК «Университет», 2013. — С. 6—36.
- Хизб ут-Тахрир в Татарстане: идеология, структура организации, деятельность // Ислам в России: культурные традиции и современные вызовы. Материалы международной научной конференции / Отв. ред. Т. Г. Туманян. — СПб., 2013. — С. 96—100. (копия)
- Кряшенское национальное движение на современном этапе: между татаризацией и исламизацией // Национальное самоопределение кряшен: история и современность: материалы третьих публичных чтений памяти ученого-кряшеноведа М. С. Глухова, посвященных его 75-летию (23 ноября 2012 года) / под ред. А. В. Фокина и Р. Р. Сулейманова. — Казань: Типография ООО «Авента», 2013. — С. 133—144. (копия)
- Файзрахманисты: секта исламского происхождения в Татарстане в начале XXI века // Евразийское пространство: цивилизационные кризисы и поиск путей гражданского согласия: материалы I Евразийского научного форума (30 июня — 2 июля 2008 г.) в 2-х томах / Под ред. Б. М. Ягудина. — Казань: «Intelpress+», 2013. — Т. I. — С. 6—12. (копия)
- Опыт женских мусульманских организаций Татарстана в борьбе с алкоголизмом в постсоветский период // Пятые традиционные чтения: Материалы научно-практических чтений, посвященных казанскому трезвенническому движению (11 сентября 2014 года) / Эйфория. Приложение к информационному бюллетеню «Феникс» (Казань). — 2014. — № 1 (125). — С. 65—68. Архивировано 30 сентября 2014 года. (копия)
- Этнолингвистический конфликт в современном Татарстане: борьба за русский язык в школах национальной республики // Языковая политика и языковые конфликты в современном мире: Международная конференция (Москва, 16–19 сентября 2014): Доклады и сообщения / Отв. ред. А. Н. Биткеева, В. Ю. Михальченко; Институт языкознания РАН, Научно-исследовательский центр по национально-языковым отношениям. — М.: Институт языкознания РАН, 2014. — С. 226—234. — 637 с. (копия) (копия)
- Интерес стран Запада к исламскому фактору в постсоветском Татарстане // Этнорелигиозные угрозы в Поволжском регионе: причины возникновения и возможные последствия: сборник статей Всероссийской научно-практической конференции / редкол.: В. А. Юрчёнков (пред.) и др. — Саранск, 2014. — С. 108—128. ()
- Антироссийская деятельность Совета муфтиев России // Мусульманский мир. — М., 2014. — № 1. — С. 66—100. Архивировано 6 ноября 2015 года.
- Ахмадиты в Республике Татарстан: самоорганизация общины, зарубежное влияние, взаимоотношения с государством и религиозным большинством // Наука о религии в XXI веке: традиционные методы и новые парадигмы. Сборник статей и докладов. — Материалы Второго конгресса российских исследователей религии. Санкт-Петербург, 20-22 ноября 2014 года / Под ред. М. М. Шахнович, Т. В. Чумаковой, Е. А. Терюковой. — СПб.: Санкт-Петербургское философское общество, 2014. — С. 478—479. — 490 с. — 100 экз. — ISBN 978-5-93597-112-1. (копия)
- Тенденции и перспективы науки о кряшенах // Кряшеноведение: научный альманах. — 2014. — Вып. 1. — С. 6—8.
- Мигранты и их роль в распространении радикальных течений ислама в России: причины, проявления и последствия // Идеологическое противодействие этнорелигиозному терроризму в современной России: сборник статей по вопросам возникающих угроз в этнокультурной и религиозной среде и методикам противодействия радикализации этнорелигиозного фактора и профилактики конфликтов на этнорелигиозной почве. — Саранск, 2014. — С. 65—94. (копия)
- Православие в Татарстане в условиях реальной угрозы ваххабизма // Евразийское ожерелье. Альманах Общественного института истории народов Оренбуржья имени Мусы Джалиля. Вып. 14 / Отв. ред. И.М. Габдулгафарова; Мин-во образования и науки Рос. Федерации; ФГБОУ ВПО Оренбургский государственный педагогический университет». — Оренбург: Изд-во ОГПУ, 2014. — С. 193—203 .
- Мечети и церкви в системе ГУФСИН: религиозные общины в условиях тюрьмы // XI Конгресс антропологов и этнологов России: сб. материалов. Екатеринбург, 2–5 июля 2015 г / Отв. ред.: В. А. Тишков, А. В. Головнёв. — М.; Екатеринбург: ИЭА РАН, ИИиА УрО РАН, 2015. — С. 239—240.
- Деятельность Союза воинствующих безбожников в Татарской АССР в 1920-е годы // Мусульманский мир. — 2015. — № 2. — С. 16—52.
- Безалкогольный месяц Рамазан для всех: попытки внедрения «сухого закона» на время мусульманского поста в Татарстане // Шестые традиционные чтения: материалы научно-практических чтений, посвященных казанскому трезвенническому движению (11 сентября 2015 г.) / Эйфория: приложение к информационному бюллетеню «Феникс». — 2015. — № 1 (126). — С. 57—6. Архивировано 4 декабря 2015 года.
- Религиозное влияние исламских стран Востока на мусульман Татарстана в постсоветский период // Мусульманский мир. — 2015. — № 3. — С. 40—56.
- Мусульмане Поволжья в рядах Талибана и ИГИЛ: масштаб проблемы, механизм вербовки, последствия // Россия и Восток: взаимодействие стран и народов: Труды Х Всероссийского съезда востоковедов, посвященного 125-летию со дня рождения выдающегося востоковеда Ахмет-Заки Валиди Тогана. Книга 1. — Уфа: ИИЯЛ УНЦ РАН, 2015. — С. 208—211. (копия)
- Поволжье: исламизм получает ответ // «Исламское государство»: сущность и противостояние. Аналитический доклад / Под общ. ред. Я. А. Амелиной и А. Г. Арешева. — Владикавказ: Кавказский геополитический клуб, 2015. — С. 76—84. — 300 экз. (копия)
- Методы и формы агитации «ИГИЛ» в социальных сетях // «Исламское государство»: сущность и противостояние. Аналитический доклад / Под общ. ред. Я. А. Амелиной и А. Г. Арешева. — Владикавказ: Кавказский геополитический клуб, 2015. — С. 162—169. — 300 экз. (копия)
- Мусульмане Поволжья в рядах Талибана и ИГИЛ: масштаб проблемы, механизм вербовки, последствия // Всероссийский съезд российских востоковедов с международным участием "Россия и восток: взаимодействие стран и народов" (Уфа, 7-10 октября 2015 года). — Уфа: УНЦ РАН, 2015. Архивировано 5 ноября 2015 года.
- Попытки реабилитации коллаборационизма среди поволжских татар в годы Великой Отечественной войны в постсоветский период // Бои за Победу после Победы: сборник научных статей и сообщений / сост. и отв. редакторы: А. Р. Тузиков, Р. И. Зинурова, Г. И. Васильев; М-во образ. и науки России, Казан. нац. исслед. технол. ун-т. — Казань: Изд-во КНИТУ, 2015. — С. 112—122. — 316 с. — 100 экз. — ISBN 978-5-7-7882-1823-6. (копия)
- Русские мусульмане: классификация групп, проблема радикализма, отношение к ним в России // «Мусульманский мир». — 2015. — № 4. — С. 8—39. Архивировано 28 февраля 2016 года.
- Валиулла Якупов: жизнь и борьба // «Мусульманский мир». — 2015. — № 4. — С. 85—92 . Архивировано 13 сентября 2016 года.
- Влияние Турции в Татарстане: фактор «мягкой силы» // Мусульманский мир. — 2016. — № 1. — С. 6—26. Архивировано 28 марта 2016 года.
- «Мягкая сила» Турции в Татарстане: инфраструктура влияния Анкары в регионе в постсоветский период // Человеческий капитал. — 2016. — № 2 (86). — С. 115—117. — ISSN 2074-2029.
- Религиозная экспансия Турции в Татарстан в постсоветский период // Вестник МГИМО. — М.: МГИМО, 2016. — № 2 (47). — С. 40—48.
- Мусульмане Урала в рядах боевиков в Афганистане и Сирии: причины, масштаб, меры противодействия // Мусульманский мир. — 2016. — № 2. Архивировано 2 декабря 2016 года.
- Халялизация системы общепита в Татарстане: один из способов формирования трезвеннической культуры мусульманами региона // Седьмые традиционные чтения: материалы научно-практических чтений, посвященных казанскому трезвенническому движению (11 сентября 2016 г.)/ Эйфория: приложение к информационному бюллетеню «Феникс». — 2016. — № 1 (127). — С. 50—54. Архивировано 13 сентября 2016 года.
- Арабский проповедник Камаль эль-Зант и его место в мусульманской умме Татарстана: от признания до изгнания // Академическое исследование и концептуализация религии в XXI веке: традиции и новые вызовы: сборник материалов Третьего конгресса российских исследователей религии (7-9.10.2016, Владимир, ВлГУ). В 6 т. Т.4 / Владимирский государственный университет им. А. Г. и Н. Г. Столетовых. — Владимир: Аркаим, 2016. — С. 93—108. — ISBN 978-5-93767-168-4.
- Татаро-турецкие лицеи в Татарстане как проводники идеологии Фетхуллаха Гюлена // Современные евразийские исследования. — 2016. — № 1. — С. 78—84. — ISSN 2312-2501.
- Участие новообращённых мусульман в террористической деятельности в России: причины, примеры, масштаб проблемы // Феномен новообращённых мусульман в современной России: сборник докладов участников конференции / Р. А. Силантьев [и др.]. — Екатеринбург: Издательские решения, 2016. — С. 46—68. — 108 с. — ISBN 978-5-4483-2055-2.
- Суфизм в Татарстане в постсоветский период: разнообразие групп, распространение, влияние на умму региона // Религиоведческие исследования. — 2016. — № 2 (14). — С. 87—124.
- Исламский радикализм на территории Челябинской области // Мусульманский мир. — 2016. — № 3. — С. 29—39. Архивировано 2 декабря 2016 года.
- Религиозное влияние Турции на мусульман Урало-Поволжья в постсоветский период // Стоп – ИГИЛ! Урал против экстремизма и терроризма: сборник статей и материалов / Сост. А. Н. Старостин, отв. ред. А. Ашарин. — Екатеринбург, 2016. — С. 14—26. — 123 с. — ISBN 978-5-8019-0402-3.
- Карапетян А. А., Старостин А. Н., Сулейманов Р. Р. Деятельность последователей ИГИЛ в Уральском федеральном округе (2013-2016 гг.) // Стоп – ИГИЛ! Урал против экстремизма и терроризма: сборник статей и материалов / Сост. А. Н. Старостин, отв. ред. А. Ашарин. — Екатеринбург, 2016. — С. 54—71. — 123 с. — ISBN 978-5-8019-0402-3.
- Современные татарские мухаджиры из Поволжья в странах зарубежного Востока: формирование, самоорганизация, идеологические установки // Мусульманский мир. — 2017. — № 1. — С. 57—67
- Мусульмане Поволжья в рядах добровольцев на Донбассе: этнорелигиозная самоидентификация и мотивация участия в вооруженном конфликте // Мусульманский мир. — 2017. — № 2. — С. 55—66
- Мусульманские реабилитационные центры по борьбе с алкоголизмом и наркоманией: специфика и особенности // Восьмые традиционные чтения: материалы научно-практических чтений, посвящённых казанскому трезвенническому движению (11 сентября 2017 г.) / Эйфория: приложение к информационному бюллетеню «Феникс». — 2017. — № 2 (129). — С. 32—42
- Этническая паритетность наказания за экстремизм в Татарстане и Башкортостане: причины, примеры, тенденции // Материалы Всероссийской научно-практической конференции «Исторический опыт межэтнического и межконфессионального взаимодействия народов России и Башкортостана как фактор и позитивный вектор дальнейшего развития межнациональных отношений в республике» (г. Уфа, 22 сентября 2017 г.) / Отв. ред.: В. П. Афанасьев. — Уфа: Белая река, 2017. — С. 160—165
- Отправка на учебу на Восток как метод профилактики радикализма на религиозной почве: на примере мусульманского духовенства из России // Современные гуманитарные практики гармонизации межнациональных и межрелигиозных отношений: материалы Всероссийской научно-практической конференции, 17 марта 2017 г. — Казань: Изд-во «Познание» Казанского инновационного университета, 2017. — С. 155—161. — 200 с. — ISBN 978-5-8399-0631-0
- «Свидетели Иеговы» в Татарстане: миссионерская деятельность среди татарского населения // Бюллетень Центра этнорелигиозных исследований (Санкт-Петербург). — 2017. — № 1 (5). — С. 16-44
- Джамаат Булгар: представители Поволжья в рядах Талибана // Россия и исламский мир: направления взаимодействия и поиски ответа на вызовы современности: Материалы Международной научно-практической конференции. Казань, 21-22 сентября 2017 г. / Отв. ред. Р. Ф. Патеев. — Казань: Фолиант, 2017. — С. 307—320. — 340 с. — ISBN 978-5-9500631-9-0
- Суфийское братство шейха Ришата Мусина в Татарстане: численность, особенности религиозной группы, степень влияния на мусульманскую умму региона // Мусульманский мир. — 2017. — № 3. — С. 26-32
- Исламистские радикальные джамааты на территории Челябинской области // VII Расулевские чтения: ислам в истории и современной жизни России: материалы Всероссийской научно-практической конференции (с международным участием), Троицк, 6 июля 2018 года / под ред. И. И. Аносова; сост. Н. Е. Гавриш, А. Б. Юнусова, Э. З. Ягнакова. — Челябинск: Изд-во Челябинского государственного университета, 2018. — С.174-191. — 279 с. — ISBN 978-5-7271-1520-6
- Баки Урманче и Константин Васильев: были ли между художниками отношения? // 3-й Сборник статей о творчестве Константина Алексеевича Васильева / Сост.-редактор Г. В. Пронин. — Казань: «Фонд художника Константина Алексеевич Васильева», 2018. — С.109-113. — 160 с. — ISBN 978-5-85247-937-2
- Суфийский джамаат «Исмаил ага» на территории Поволжья: появление, распространение, отношение к нему государства и общества // Исламоведение. — 2020. — № 4. — С. 40-46
- Исламистские радикальные течения на территории Поволжья: виды, деятельность, меры противодействия // Первые Хафизитдиновские чтения «Ислам в Поволжье: традиционные ценности, вызовы, перспективы»: материалы Межрегиональной научно-практической конференции (27 февраля 2020 года) / Под ред. Салимгареева Ф. Р., Сулейманова Р. Р. — Йошкар-Ола: РДУМ РМЭ, 2020. — С. 6-13

## Публицистика
- Тюремный халифат // Независимая газета : газета. — 21.02.2013. Архивировано 13 декабря 2015 года.
- Карт-бланш. Ваххабитский интернационал: сегодня Сирия, завтра Россия // Независимая газета : газета. — 22.05.2013. Архивировано 13 декабря 2015 года.
- Карт-бланш. Татарское неоязычество на подъёме // Независимая газета : газета. — 26.12.2014. Архивировано 25 ноября 2015 года.
- Карт-бланш. За что воюют в Донбассе ополченцы из Татарстана // Независимая газета : газета. — 25.03.2015. Архивировано 13 декабря 2015 года.
- Мигранты переводят ислам на русский // НГ-Религии. — 03.02.2016. Архивировано 3 февраля 2016 года.
- Переизбыток медресе порождает радикализм и коррупцию // НГ-Религии. — 17.08.2016. Архивировано 19 августа 2016 года.
- Карт-бланш. Татарские джамааты в Афганистане и Сирии ждут пополнения // Независимая газета : газета. — 14.12.2016. Архивировано 14 декабря 2016 года.
- Умма прирастает "меньшевиками" // Независимая газета : газета. — 07.02.2018. Архивировано из оригинала 8 февраля 2018 года.
- Многоженство в Татарстане перестает быть редкостью // Независимая газета : газета. — 08.06.2020. Архивировано из оригинала 9 июня 2020 года.
- Мусульман России вернули в эпоху СССР // НГ-Религии : газета. — 06.10.2020. Архивировано 21 октября 2020 года.
- Мусульмане ДНР и ЛНР интегрируются в исламское сообщество России // НГ-Религии : газета. — 17.05.2022.